# Mario Ghella
Mario Francesco Ghella (Chieri, 23 de junio de 1929-Arenas de San Pedro, España, 10 de febrero de 2020) fue un deportista italiano que compitió en ciclismo en la modalidad de pista, especialista en la prueba de velocidad individual.
Participó en los Juegos Olímpicos de Londres 1948, obteniendo una medalla de oro en la prueba de velocidad individual. Ganó una medalla de oro en el Campeonato Mundial de Ciclismo en Pista de 1948, en la misma disciplina.

## Medallero internacional
| Juegos Olímpicos   | Juegos Olímpicos         | Juegos Olímpicos | Juegos Olímpicos         |
| Año                | Lugar                    | Medalla          | Competición              |
| ------------------ | ------------------------ | ---------------- | ------------------------ |
| 1948               | Londres (Reino Unido)    | Medalla de oro   | Velocidad individual     |
| Campeonato Mundial |                          |                  |                          |
| Año                | Lugar                    | Medalla          | Competición              |
| 1948               | Ámsterdam (Países Bajos) | Medalla de oro   | Velocidad individual (A) |